# 南陽邑
南陽邑（：／ Namyang eup */?）是大韩民国京畿道華城市下辖的一个邑。

## 歷史
1949年8月15日，南阳面成立。2001年3月21日，南阳面更名为南阳洞。2014年10月20日，南阳洞更名为南阳邑。

## 主要设施
- 華城醫科學大學
- 華城市廳